# Neonemoria virescens
Neonemoria virescens är en fjärilsart som beskrevs av Thierry-mieg 1892. Neonemoria virescens ingår i släktet Neonemoria och familjen mätare. Inga underarter finns listade i Catalogue of Life.